# Ayreon
O Ayreon é um dos projetos do multi-instrumentista holandês Arjen Anthony Lucassen, trabalho esse que conseguiu reunir muitos nomes renomados do metal para participarem de suas experiências musicais.

## História

### The Final Experiment a The Universal Migrator
O primeiro álbum do Ayreon foi The Final Experiment, lançado em 1995 e que conta a história de um homem da Bretanha do século VI. O menestrel Ayreon que, talvez por ser cego de nascença, possui um sexto sentido que o permite receber mensagens de cientistas do ano 2084, quando a humanidade quase se auto destruiu em uma última grande guerra. O álbum conta com treze cantores e sete músicos, a maioria holandeses. The Final Experiment é geralmente citado como um dos primeiros álbuns de ópera metal e um álbum que retoma a ópera rock. O nome original do álbum era Ayreon: The Final Experiment, com o artista sendo Arjen Anthony Lucassen, mas, após o relançamento, o título foi mudado para The Final Experiment, e o artista para Ayreon.
Lançado em 1996, Actual Fantasy é o único álbum do Ayreon que não possui uma história contínua. Em Actual Fantasy cantam apenas três diferentes vozes e tocam seus instrumentos apenas três músicos. Temas inspirados pelas canções de Actual Fantasy podem ser encontrados em lançamentos posteriores do Ayreon, principalmente nos dois The Universal Migrator. O álbum Into the Electric Castle (1998) veio a seguir. O álbum duplo conta a história de oito pessoas de diferentes eras da humanidade, trancadas juntas em um estranho "lugar sem tempo e sem espaço". Ali, uma voz misteriosa fala com eles, guiando-os em sua perigosa missão para encontrar o caminho de casa através do "Castelo Elétrico". A história é contada em um rock psicodélico por oito cantores, cada um com um papel único, e onze músicos.
O álbum duplo The Universal Migrator (2000) apresenta uma história de ficção científica sobre o último humano vivo, vivendo em uma colônia em Marte. Na história do primeiro álbum Universal Migrator Part 1: The Dream Sequencer, ele começa a voltar no tempo, para flashbacks de memórias de diferentes pessoas da história humana, memórias que ele aparentemente viveu em vidas passadas, usando um aparelho chamado "Seqüenciador de Sonhos". Esse primeiro álbum consiste em um rock progressivo leve e atmosférico. Mais tarde, ele "pré-encarna" em um tempo em um longínquo passado, antes do Big Bang no segundo álbum, mais pesado, chamado Universal Migrator Part 2: Flight of the Migrator. Mais uma vez, ambos os álbuns têm por volta de dez cantores e vários músicos. Um dos convidados para o álbum foi Bruce Dickinson do Iron Maiden, que fez sua participação na quinta faixa, "Into the Black Hole".

### The Human Equation e 01011001
O próximo lançamento do Ayreon foi The Human Equation, de 2004. Como em Into the Electric Castle, esse álbum contou com vários cantores, cada um em um papel. Com o álbum, o Ayreon deixa um pouco de lado sua temática de ficção científica e fantasia e apresenta uma história que se passa dentro da cabeça de um homem em estado de coma depois de sofrer um estranho acidente de carro. Suas emoções são personificadas e o levam a várias passagens de sua vida. Apesar do tema psicológico meio diferente, Arjen disse, em uma entrevista no DVD que ele quis fazer tudo relacionado com o mundo real.
Depois de mudar da Transmission Records para a Inside Out Music, Arjen começou, em 2004, a lançar seus álbuns anteriores do Ayreon pela nova gravadora, com mudanças desde pequenas (The Universal Migrator lançado em um CD duplo, ao invés de dois CDs separados) até drásticas (Actual Fantasy "Revisited" teve toda sua bateria, baixo, flauta e sintetizadores gravados novamente). Em 2005, coincidindo com o décimo aniversário do Ayreon, The Final Experiment foi relançado com um disco bônus semi-acústico. No fim de setembro de 2006, depois de terminar seu novo disco, Arjen começou a trabalhar em um novo álbum do Ayreon.
O sétimo álbum do Ayreon, 01011001 conta com a participação de dezessete vocalistas, entre eles Floor Jansen e Anneke van Giersbergen, que já participaram em outros álbuns do grupo. "01011001" é o número binário do número 89, que é o código ASCII da letra Y. A obra se passa no "Planet Y" (Planeta Y) e a história de "Forever of the Stars" que aparece em Into the Electric Castle, The Universal Migrator e The Human Equation, volta a aparecer.

### The Theory of Everything e The Source
Em março de 2013, Arjen revelou o título do próximo álbum do projeto: The Theory of Everything.
O álbum foi lançado em 28 de outubro de 2013. Este álbum contou com sete vocalistas e 11 músicos convidados. Ele convidou músicos de renome, como Rick Wakeman (Yes), Keith Emerson (Emerson, Lake & Palmer), Jordan Rudess (Dream Theater), e Steve Hackett (Gênesis). Para as vozes foram convidados Janne "JB" Christoffersson (Grand Magus), Cristina Scabbia (Lacuna Coil), Marco Hietala (Nightwish) e o novo vocalista do Kamelot; Tommy Karevik, para cantar os personagens do enredo.
Em outubro de 2016, Arjen anunciou através de um vídeo na página do Ayreon no Facebook um novo álbum da banda, previsto para 2017, a ser lançado em sua nova gravadora, Mascot Label Group. Meses depois, a lista de cantores convidados ficou definida com os nomes: James LaBrie (Dream Theater), Tommy Giles Rogers (Between the Buried and Me), Simone Simons (Epica), Mike Mills (Toehider), Floor Jansen (Nightwish), Hansi Kürsch (Blind Guardian), Michael Eriksen (Circus Maximus), Tobias Sammet (Edguy, Avantasia), Nils K. Rue (Pagan's Mind), Zaher Zorgati (Myrath), Tommy Karevik (Kamelot, Seventh Wonder) e Russell Allen (Symphony X, Adrenaline Mob). O álbum também terá participações dos guitarristas Paul Gilbert (Mr. Big), Guthrie Govan (The Aristocrats), Marcel Coenen (Sun Caged) e o tecladista Mark Kelly (Marillion). Em janeiro de 2017, Arjen anunciou a capa e o título: The Source.

## Conceito
O conceito de Ayreon é contínuo, com conexões tênues entre os álbuns. The Final Experiment faz alusões aos eventos que conduziram aos álbuns The Universal Migrator (durante o curso dos eventos nesse último álbum, o homem usando o "Seqüenciador de Sonhos" vê o retorno do Menestrel Ayreon). O encarte do álbum duplo The Universal Migrator alude a Into the Electric Castle, com o castelo sendo mostrado na mesma página da canção "Out of the White Hole", mais especificamente, na parte da faixa chamada "Planet Y". Além disso, notas de Arjen no começo mencionam a possibilidade do personagem usando o "Sequenciador de Sonhos" ser o Homem do Futuro.
Entretanto, parece haver muito pouco para provar qualquer conexão entre Into the Electric Castle e The Human Equation, exceto a parte em que "Forever of the Stars" usa o "Seqüenciador de Sonhos" para lançar o programa da "Equação Humana". Junto com o experimento da "telepatia do Tempo", Ayreon retorna ao "Planeta Y" e pode ser dito que a experiência de "Forever of Stars" foi feita para receber a mensagem de Ayreon, mas não foi capaz de entender que parte da história deu errado. Por fim, o experimento oscila e entra em uma missão para entender as emoções.

## Membros

### Membro Fixo
- Arjen Anthony Lucassen - vocais, guitarra, baixo, bandolim e sintetizadores

### Artistas que já participaram do projeto
| - Andi Deris (ex-Pink Cream 69, Helloween) - Anneke van Giersbergen (ex-The Gathering, Agua de Annique) - Astrid van der Veen (Endorphins) - Barry Hay (Golden Earring) - Bob Catley (Magnum) - Bruce Dickinson (Iron Maiden) - Cristina Scabbia (Lacuna Coil) - Damian Wilson (ex-Rick Wakeman, Threshold, Landmarq) - Daniel Gildenlöw (Pain of Salvation) - Debby Schreuder - Devin Townsend (Strapping Young Lad, The Devin Townsend Band) - Devon Graves (Dead Soul Tribe) - Edward Reekers (ex-Kayak) - Edwin Balogh (ex-Omega) - Eric Clayton (Saviour Machine) - Fabio Lione (Rhapsody of Fire, Angra) - Fish (ex-Marillion) - Floor Jansen (Nightwish, Revamp, After Forever) - Gary Hughes (Ten) - George Oosthoek (Orphanage) - Hansi Kürsch (Blind Guardian) - Heather Findlay (Mostly Autumn) - Ian Parry (Elegy) - Irene Jansen (ex-Karma) - Jacqueline Govaert (Krezip) - James LaBrie (Dream Theater) - Jan-Chris de Koeijer (Gorefest) - Jay van Feggelen (ex-Bodine) - JB (Grand Magus) - Johan Edlund (Tiamat, Lucyfire) - John Wetton (Asia, UK, ex-King Crimson, ex-Family, ex-Roxy Music) - Jørn Lande - Jonas Renkse (Katatonia, Bloodbath, ex-October Tide) - Lana Lane - Leon Goewie Vengeance (Neth)) - Liselotte Heft (Dial) - Lucie Hillen - Magali Luyten (Beautiful Sin) - Magnus Ekwall (The Quill) - Marcela Bovio (ex-Hydra, Elfonía, Stream of Passion) - Marco Hietala (Nightwish, Tarot) - Mark McCrite (Rocket Scientists) - Marjan Welman (Elister) - Michael Mills (Toehider) - Mikael Åkerfeldt (Opeth, ex-Bloodbath) - Mike Baker (Shadow Gallery) - Mirjam van Doorn - Mouse (Tuesday Child) - Neal Morse (ex-Spock's Beard) - Okkie Huysdens - Peter Daltrey (ex-Kaleidoscope) - Phideaux Xavier - Ralf Scheepers (Primal Fear, Gamma Ray) - Robert Soeterboek (Wicked Sensation) - Robert Westerholt (Within Temptation) - Russell Allen (Symphony X, Adrenaline Mob) - Ruud Houweling (Cloudmachine) - Sara Squadrani (Ancient Bards) - Sharon den Adel (Within Temptation) - Simone Simons (Epica) - Steve Lee (Gotthard) - Timo Kotipelto (Stratovarius) - Tobias Sammet (Edguy, Avantasia) - Tom S. Englund (Evergrey) - Tommy Karevik (Kamelot, Seventh Wonder) - Ty Tabor (King's X) - Wilmer Waarbroek - Wudstik | - Gary Wehrkamp (Shadow Gallery) - Jan Somers (Vengeance (Neth)) - Lori Linstruth - Michael Romeo (Symphony X) - Oscar Holleman (ex-Vengeance (Neth)) - Peer Verschuren (ex-Vengeance (Neth)) - Rheno Xeros (ex-Bodine) - Ruud Houweling (Cloudmachine) - Armand Van Der Hoff (ex-Bodine) - Jan Bijlsma (ex-Vengeance (Neth)) - Jolanda Verduijn - Peter Vink (ex-Finch) - Rheno Xeros (ex-Bodine) - Walter Latupeirissa (Snowy White) - Barry Hay (Golden Earring) - Ewa Albering (ex-Quidam) - Jeroen Goossens (ex-Pater Moeskroen) - John McManus (Celtus) - Thijs van Leer (Focus) - Jeroen Goossens - Cleem Determeijer (ex-Finch) - Clive Nolan (Arena) - Gary Wehrkamp (Shadow Gallery) - Derek Sherinian (ex-Dream Theater, Sons of Apollo) - Jens Johansson (Stratovarius) - Joost van den Broek (After Forever) - Jordan Rudess (Dream Theater) - Keiko Kumagai (Ars Nova) - Ken Hensley (ex-Uriah Heep) - Martin Orford (IQ, Jadis) - Oliver Wakeman - René Merkelbach - Robby Valentine (Valentine) - Roland Bakker (ex-Vengeance (Neth)) - Thomas Bodin (The Flower Kings) - Ton Scherpenzeel (Kayak) - Jack Pisters - Dewi Kerstens - Marieke van der Heyden - Taco Kooistra - Ed Warby (Gorefest) - Ernst van Ee (Trenody) - Gerard Haitsma (ex-Bodine) - John Snels (ex-Vengeance (Neth)) - Matt Oligschlager (ex-Vengeance (Neth)) - Rob Snijders (ex-Celestial Season) - Stephen van Haestregt - Alexander Manyakin (ex-Aria) - Ernö Olah (Metropole Orchestra) - Pat McManus (Celtus) - Robert Baba |

## Discografia
| - 1995 - The Final Experiment - 1996 - Actual Fantasy - 1998 - Into the Electric Castle - 2000 - Universal Migrator Part 1: The Dream Sequencer - 2000 - Universal Migrator Part 2: Flight of the Migrator - 2004 - The Human Equation - 2008 - 01011001 - 2013 - The Theory of Everything - 2017 - The Source - 2020 - Transitus - 2016 - The Theater Equation - 2018 - Ayreon Universe – The Best of Ayreon Live - 2000 - Ayreonauts Only - 2009 - Timeline | - 1995 - "Sail Away to Avalon" - 1996 - "The Stranger from Within" - 2000 - "Temple of the Cat" - 2004 - "Day Eleven: Love" - 2004 - "Loser" - 2004 - "Come Back to Me" - 2008 - Elected - 2004 - Into the Electric Castle (re-lançamento) - 2004 - The Universal Migrator pt.1 & pt.2 (re-lançamento) - 2004 - Actual Fantasy: Revisited - 2005 - The Final Experiment (re-lançamento) |